# Družba sestara Presvetog Srca Isusova

Družba sestara Presvetog Srca Isusova (pokrata: SCJ, prema lat. Societas sororum Sanctissimi Cordis Jesu), katolički je ženski karitativno-odgojni crkveni red koji je 1899. utemeljila Marija Krucifiksa Kozulić u suradnji s fra Arkanđelom iz Camerina, na Pomeriju u Rijeci. Djeuluje u šest hrvatskih biskupija i u Italiji. Karizma Reda jesu odgoj i obrazovanje djece i mladeži.
Do kraja Drugoga svjetskoga rata samostani Reda djelovali su kao zavodi za siromašnu djecu i mladež. Tijekom komunističke represije sestre djeluju po župama i Crkvenim ustanovama, a za velikosrpske agresije brinule su se o izbjeglicama i prognanicima. Nakon rata pedagoški djeluju u školama, vode dječje vrtiće i učenički dom te nastavljaju rad u Crkvenim ustanovama.

## Vanjske poveznice
- Službene mrežne stranice